# Chilliwack Lake Park
Chilliwack Lake Park är en park i Kanada.   Den ligger i provinsen British Columbia, i den södra delen av landet, 3 400 km väster om huvudstaden Ottawa. Chilliwack Lake Park ligger 912 meter över havet. Den ligger vid sjön Chilliwack Lake.
Terrängen runt Chilliwack Lake Park är huvudsakligen bergig, men åt nordost är den kuperad. Runt Chilliwack Lake Park är det mycket glesbefolkat, med 4 invånare per kvadratkilometer.. Det finns inga samhällen i närheten. 
I omgivningarna runt Chilliwack Lake Park växer i huvudsak barrskog.